# Centro asistencial de Melilla
El Centro Asistencial de Melilla, popularmente la Gota de Leche, es un centro de servicios sociales ubicado en la calle Músico Granados de la ciudad española de Melilla.

## Historia

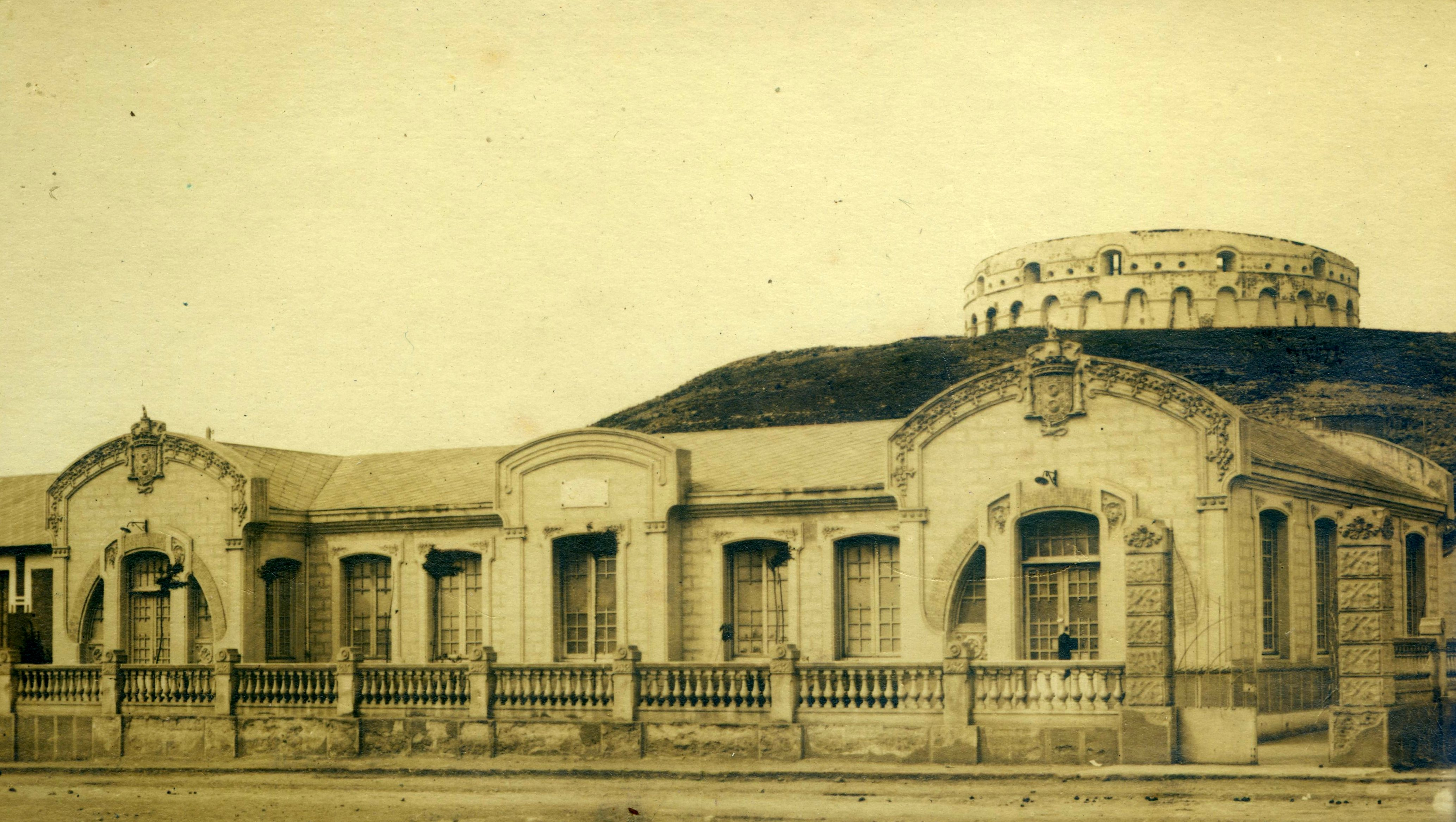
Comedor de Caridad

En 1915 se construye un Comedor de Caridad, denominado popularmente Gota de Leche, y gracias a la iniciativa del Ateneo de Sanidad Militar, con el médico Paulino Fernández Martos como director facultativo se construye una escuela-asilo para niños pobres según diseño de Tomás Moreno Lázaro, que es encargada por el General Monteverde, presidente de la Junta de Arbitrios y más tarde presidente de la Asociación inaugurada el 24 de febrero de 1918 por el comandante general de Melilla, Luis Aizpuru Mondéjar, y bendecido por el vicario eclesiástico Miguel Acosta, el 19 de enero se bendijo la campana, el 4 de febrero parte de la capilla, el 14 de mayo la imagen de Nuestra Señora de los Desamparados y el 10 de noviembre la Capilla del Buen Suceso, construyéndose también una casa-cuna.
Con el tiempo se fueron construyendo más pabellones.
En un principio estaba regido por las Madres de Nuestra Señora de los Desamparados, con la Madre Esperanza como superiora, pero en 1924 pasaron a ocuparse las Hijas de la Caridad de San Vicente de Paúl, congregación a la que el fue entregada la Medalla de Oro de Melilla el 17 de septiembre de 1996 y abandonaron el centro en 2012, pasando a estar gestionado directamente por la Ciudad Autónoma de Melilla.
En un principio denominado la Gota de Leche, más tarde Asociación General de la Caridad a partir de  en 1977 Centro Asistencial de Melilla.

## Edificios
- Capilla de San Juan Bautista
- Casa-cuna
- Pabellón Sor Concepción Sánchez
- Pabellón Eladio Alonso[10]